# Lštěň
Lštěň je malá vesnice, část města Hostomice v okrese Beroun ve Středočeském kraji. V současnosti je velmi řídce obydlena, neboť většina domů je užívána jako rekreační objekty. Nachází se zde rovněž malá kaplička z 19. století.

## Historie
První písemná zmínka o vesnici pochází z roku 1379.

## Obyvatelstvo
| Rok            | 1869 | 1880 | 1890 | 1900 | 1910 | 1921 | 1930 | 1950 | 1961 | 1970 | 1980 | 1991 | 2001 | 2011 | 2021 |
| -------------- | ---- | ---- | ---- | ---- | ---- | ---- | ---- | ---- | ---- | ---- | ---- | ---- | ---- | ---- | ---- |
| Počet obyvatel | 114  | 125  | 116  | 101  | 97   | 107  | 94   | 80   | 65   | 69   | 51   | 43   | 30   | 52   | 43   |
| Počet domů     | 20   | 21   | 21   | 21   | 21   | 22   | 22   | 23   | 23   | 19   | 15   | 30   | 23   | 24   | 26   |